# 1842 na Venezuela
Esta é uma cronologia dos principais fatos ocorridos no ano de 1842 na Venezuela.

## Arte
- El puerto de Puerto Cabello, de Ferdinand Bellermann.

## Livros
- Adiós a la patria, de Rafael María Baralt.
- Mis exequias a Bolívar, de Juan Vicente González.
- Los mártires, de Fermín Toro — o primeiro romance escrito na Venezuela.[1]

## Personalidades

### Mortes
- 9 de abril – Tomás de Heres [es] (n. 1795), militar, ministro, deputado federal e governador de Guayana.
- 7 de outubro – María Antonia Bolívar Palacios [es] (n. 1777), irmã mais velha de Simón Bolívar.